# Maxingvest
Maxingvest AG, anteriormente conocida como Tchibo, es un grupo industrial familiar de origen alemán. El grupo está dirigido por los hermanos Michael y Wolfgang Herz.

## Historia
La sociedad café Tchibo se creó en 1949 de la mano de Max y Ingeburg Herz, quienes tuvieron 5 hijos: Günter, Daniela, Michael, Wolfgang y Joachim. 
Con la muerte de Max en 1965, el hijo mayor, Günter, se hizo cargo de la dirección de la empresa durante un período de 35 años transformando la empresa en un concepto original, asociando la venta de café con ropa, productos de uso diario y utensilios de cocina.
Debido a disensiones familiares finalmente la madre, Ingeburg, decide favorecer a 3 de los hijos: Michael, Wolfgang y Joachim, en detrimento de Günter y Daniela.
En 2002, Tchibo vendió la tabacalera Reemtsma —productos de las marcas West, Stuyvesant— por 6 mil millones de euros a Imperial Tobacco.
En 2003, Günter y Daniela, finalmente salieron de la empresa, adquiriendo un 16% de la empresa deportiva Puma con su participación de 4 mil millones de euros -el 39% de Tchibo- que vendieron a Michael y Wolfgang. En 2005, ascendieron la participación en Puma con el fin de impedir la compra hostil de Nike.
En 2007, Tchibo se renombró a Maxingvest.
Joachim, también tuvo un conflicto con sus hermanos y decidió asentarse en los Estados Unidos, donde falleció a los 66 años en un accidente acuático. También en junio de 2008, Maxingvest adquirió en la bolsa un 12% de la empresa de lujo Escada, renombando al director general, que era Jean-Marc Loubier, proveniente de LVMH, para reemplazarlo por Bruno Sälzer, antiguo dirigente de Hugo Boss, para iniciar posteriormente dos ampliaciones de capital de 50 millones de euros, con el objetivo de diluir la participación del inversor ruso Rustam Aksenenko, primer accionista.

## Actividades
El grupo amasó una fortuna con la distribución de café — el imperio Tchibo — que consolidó con una serie de inversiones en negocios florecientes. La empresa era conocida por renovar sus productos de forma semanal con un espectro que iba desde dispositivos eléctricos o electrónicos hasta prendas de vestir.

## Empresas participadas
- Tchibo, 100%, café
- Beiersdorf, 50%, marcas: Nivea, Hansaplast, Eucerin, La Prairie
- Escada, 12%, moda